# Пасічний Віталій Андрійович
Віталій Андрійович Пасічний (7 квітня 1921, Нові Санжари — 8 грудня 2003, Полтава) — український архітектор; член Національної спілки архітекторів України.

## Біографія
Народився 7 квітня 1921 року в містечку Нових Санжарах (нині селище міського типу Полтавського району Полтавської області України). Протягом 1938—1940 років навчався у Харківському інженерно-будівельному інституті, 1941 року завершив освіту у Полтавському інституті інженерів сільськогосподарського будівництва за спеціальністю інженер-будівельник.
Брав у часть у німецько-радянській війні, служив червоноармійцем в артилерії. Нагороджений орденами Вітчизняної війни I (6 квітня 1985) та II (30 травня 1951) ступенів, медалями «За перемогу над Німеччиною у Великій Вітчизняній війні 1941—1945 рр.» (22 грудня 1945), «За відвагу» (6 листопада 1947).
З 1948 року працював у проєктних установах Полтави: Облсільпроект, Облпроект, проектно-кошторисне бюро облжитлоуправління, Облміськсільпроект на посадах головного архітектора проєкту та керівника архітектурної майстерні. Член КПРС з 1953 року.
Помер у Полтаві 8 грудня 2003 року.

## Архітектурна діяльність
Будівлі у Полтаві
- будівля міської ради (нині Апеляційний суд Полтавської області) на вулиці Соборності, № 18, (1954, співавтор Арій-Леон Вайнгорт);
- багатоповерхові житлові будинки на вулиці Соборності, № 32 (1954) та вулиці Соборності № 44 (1959);
- побутовий комбінат «Сніжинка» (тепер головний офіс Приватбанку) на вулиці Соборності, № 70, (1967);
- Будинок рад (нині Полтавська обласна державна адміністрація) на вулиці Соборності, № 45 (1976);
- адміністративна будівля Міністерства внутрішніх справ (нині відділення поліції № 1) на вулиці Решетилівська, № 32 (початок 1980-х);

Пам'ятники у Полтаві
- пам'ятник на могилі Володимира Короленка у парку «Перемога» (1962, співавтор Арій-Леон Вайнгор, скульптор Надія Крандієвська);
- пам'ятник нескореним полтавчанам на бульварі Івана Котляревського (1967, скулптори Любов Жуковська, Корній Посполітак, Дмитро Сова);

|                  |                  |                                          |                                  |
| Соборності, № 18 | Соборності, № 45 | пам'ятник на могилі Володимира Короленка | пам'ятник нескореним полтавчанам |

Інше
- благоустрій міського парку «Перемога»;
- реконструкція історичних будівель:
  - кооперативний технікум на вулиці Небесної Сотні, № 9/17 (1959);
  - технікум транспортного будівництва на площі Слави, № 1 (1953, співавтори А. В. Лобода, Василь Явніков);
  - житлові будинки на вулиці Європейській, № 12 (1951), вулиці 1100-річчя Полтави, № 4 (1956);
- відбудова та реставрація
  - кінотеатр «Колос» на вулиці Гоголя, № 22 (1961);
  - будівля Полтавського генерал-губернатора на Круглій площі (1960);
  - Монумент Слави на Круглій площі (1946);
- адаптація та прив'язка проєктів повторного застосування:
  - гуртожиток технікуму м'ясної промисловості (тепер адміністративна будівля) на вулиці Капітана Володимира Кісельова, № 1, (1955);
  - житлові будинки на вулиці Рєпіна, № 13 (1959), вулиці Стрітенській, № 40/21 (1959), вулиці Котляревського, № 15/25 (1959), вулиці Небесної Сотні, № 7 (1959);
- проєкт детального планування вулиці Соборності (у співавторстві).
- проєктів інтер'єру ресторану «Полтава» з малярським декоративним панно «Достаток» (живописці Віталій Шаховцов і Тарас Шевченко).

|                        |                                    |                   |                                  |                |
| кооперативний технікум | технікум транспортного будівництва | кінотеатр «Колос» | будівля обласної Ради профспілок | монумент Слави |

Автор проєкту зооветеринарного технікуму в селі Писарівщині Полтавської області.

## Лцтература
- Пасічний Віталій Андрійович // Словник художників України / відпов. ред. М. П. Бажан. — Київ : Головна редакція Української радянської енциклопедії, 1973. — 272 с.